# Maranville
Maranville ist eine französische Gemeinde mit 402 Einwohnern (Stand 1. Januar 2022) im Département Haute-Marne in der Region Grand Est. Sie gehört zum Arrondissement Chaumont und zum Kanton Châteauvillain. Die Einwohner werden Maranvillois(es) genannt.

## Lage
Maranville liegt westlich des Aujon rund 62 Kilometer ostsüdöstlich von Troyes und 20 Kilometer westlich der Kleinstadt Chaumont im Westen des Départements Haute-Marne. Ein weiterer Fluss ist der Le Brauzé, der beim Ortsteil Haurancourt von rechts in den Aujon einmündet.

### Verkehrsanbindung
Die Gemeinde liegt nahe überregionaler Verkehrswege. Über die D12 und D396 erreicht man in südwestlicher Richtung nach wenigen Kilometern Entfernung nahe Ville-sous-la-Ferté die Autoroute A5.

## Geschichte

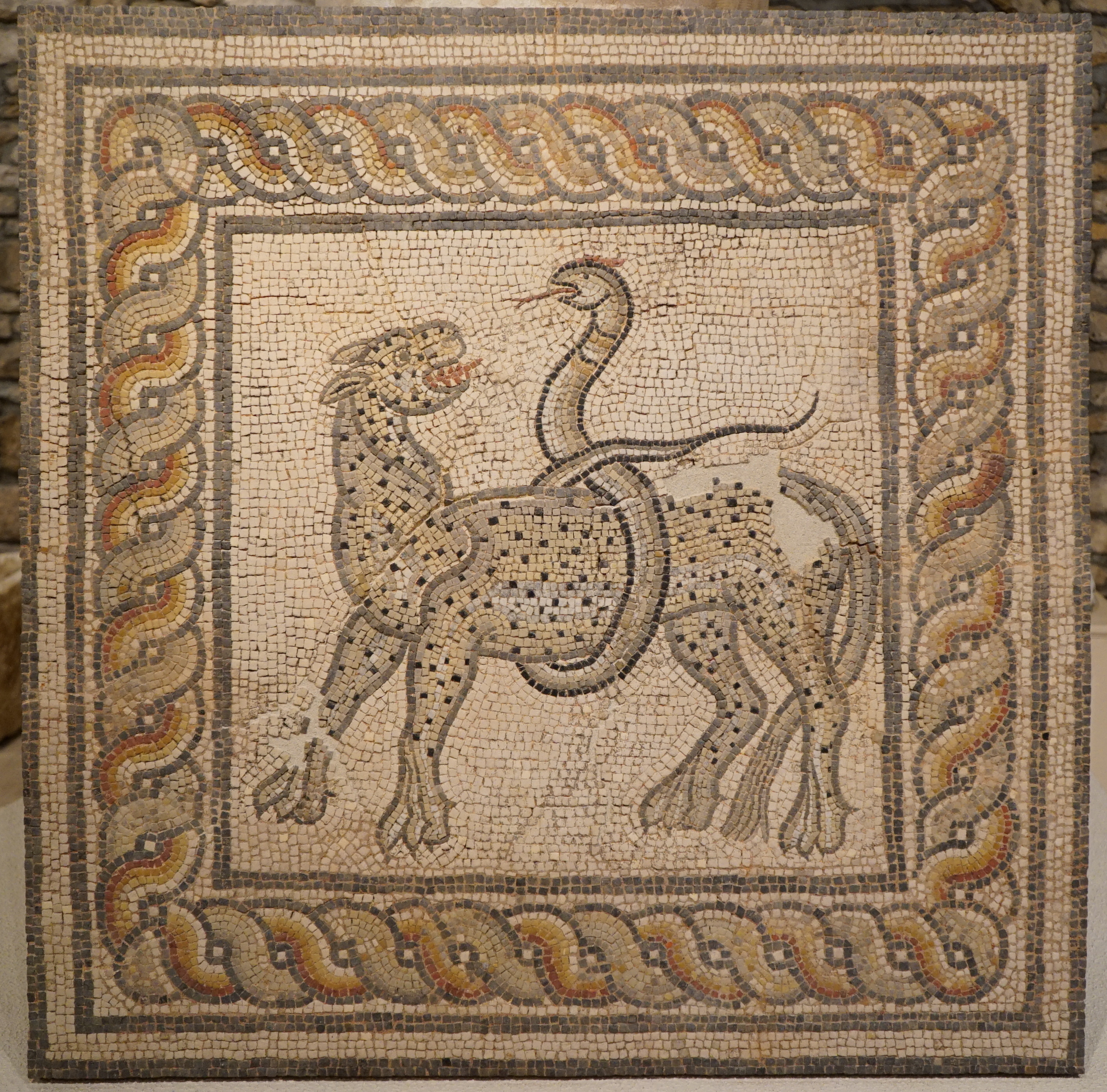
Römisches Mosaik des späten 2. Jahrhunderts

Der Ort lag nahe der Römerstraße von Langres nach Reims. Reste einer Villa und eines Römischen Militärlagers wurden ausgegraben, zudem ein Friedhof mit Skeletten von 80 Menschen. In Val Saint Père stand eine Abtei, die von den Hunnen zerstört wurde. In einem Brunnenschacht fand man wertvolle Gegenstände, die im Jahr 451 vor dem Überfall der Hunnen dort versteckt wurden.
Im 12. Jahrhundert siedelten sich Mönche aus dem Kloster Clairvaux in der Gegend an. Im 13. Jahrhundert wird eine Adelsfamilie de Malanville (Maranville) erwähnt. Ein schwerer Pestzug suchte 1635 die Gemeinde heim. Die Gemeinde gehörte von 1793 bis 1801 zum Distrikt Chaumont. Seit 1801 ist sie Teil des Arrondissements Chaumont. Von 1793 bis 1801 war Curmont eine Gemeinde im Kanton La Ferté (sur Aube) und von 1801 bis 2015 Teil des Kantons Juzennecourt.

## Bevölkerung
| Jahr                       | 1962 | 1968 | 1975 | 1982 | 1990 | 1999 | 2006 | 2012 | 2019 |
| Einwohner                  | 449  | 449  | 480  | 487  | 479  | 490  | 469  | 440  | 403  |
| Quellen: Cassini und INSEE |      |      |      |      |      |      |      |      |      |

## Sehenswürdigkeiten
- Schloss Maranville (Privatbesitz)
- Kirche Saint-Pierre-Saint-Paul[1]
- Kapelle Saint-Joseph
- Wegkreuz La belle croix an der Straße von Vaudrémont nach Rennepont
- Denkmal für die Gefallenen[2]